# Bodeho muzeum
Bodeho muzeum také Bode-Muzeum je muzeum středověkého, byzantského a renesančního zejména sochařského umění v Berlíně, jedno z pěti muzeí na Ostrově muzeí. Jeho součástí je i jedna z největších sbírek mincí a medailí. Novobarokní budova s kopulí stojí na severozápadním konci ostrova a vedou k ní mosty pro pěší z obou břehů Sprévy.

## Popis
Muzeum je novobarokní čtyřkřídlá budova s pěti vnitřními dvory a vstupní kupolí, v níž stojí jezdecká socha „Velkého kurfiřta“ Fridricha Viléma. Tato vstupní kupole byla pojata jako pantheon Hohenzollernů, umístěny jsou v ní proto čtyři oválné medailony pruských králů. Muzeum od počátku postrádalo přímou osu, po níž měli návštěvníci postupovat.

## Historie
Stavba muzea byla zahájena v roce 1896 pod vedením architekta Ernsta von Ihne. Muzeum bylo otevřeno roku 1904 jako Muzeum císaře Friedricha III. a vystavovalo hlavně císařské sbírky. Roku 1956 bylo přejmenováno na počest svého prvního kurátora Wilhelma von Bode, který byl nejprve od roku 1883 ředitelem uměleckého oddělení muzea, ředitelem galerie od roku 1890 a konečně od roku 1905 ředitelem muzea. Za druhé světové války byla poškozena vstupní kupole a jedno z křídel, teprve v roce 1950 byla budova znovu zastřešena a opravena vysklená okna. V letech 1997–2006 prošlo nákladnou rekonstrukcí.

## Ze sbírek
V Bodeho muzeu je vystavena sbírka soch (Skulpturensammlung), sbírka byzantského umění (Museum für Byzantinische Kunst) a sbírka mincí (Münzkabinett).
Muzeum byzantského umění – je jediné svého druhu v Německu, soustředí se na čtyři hlavní oblasti, do nichž jsou sbírky rozděleny: pozdě antické a křesťanské římské sarkofágy, figurální i dekorativní skulptury z Konstantinopole, vyřezávané výrobky ze slonoviny a pozdně antické a raně byzantské egyptské práce. V místnosti č. 115 je vystavena unikátní Mozaika z Ravenny. 
Sbírka soch – zahrnuje sochařské umění z Německa, Nizozemí, Francie, Itálie, Španělska a Portugalska a zabírá větší část prvního a druhého patra muzea. Významná část sbírek pochází od židovského obchodníka Jamese Simona, který muzeu po otevření v roce 1904 věnoval rozsáhlou sbírku italského umění.

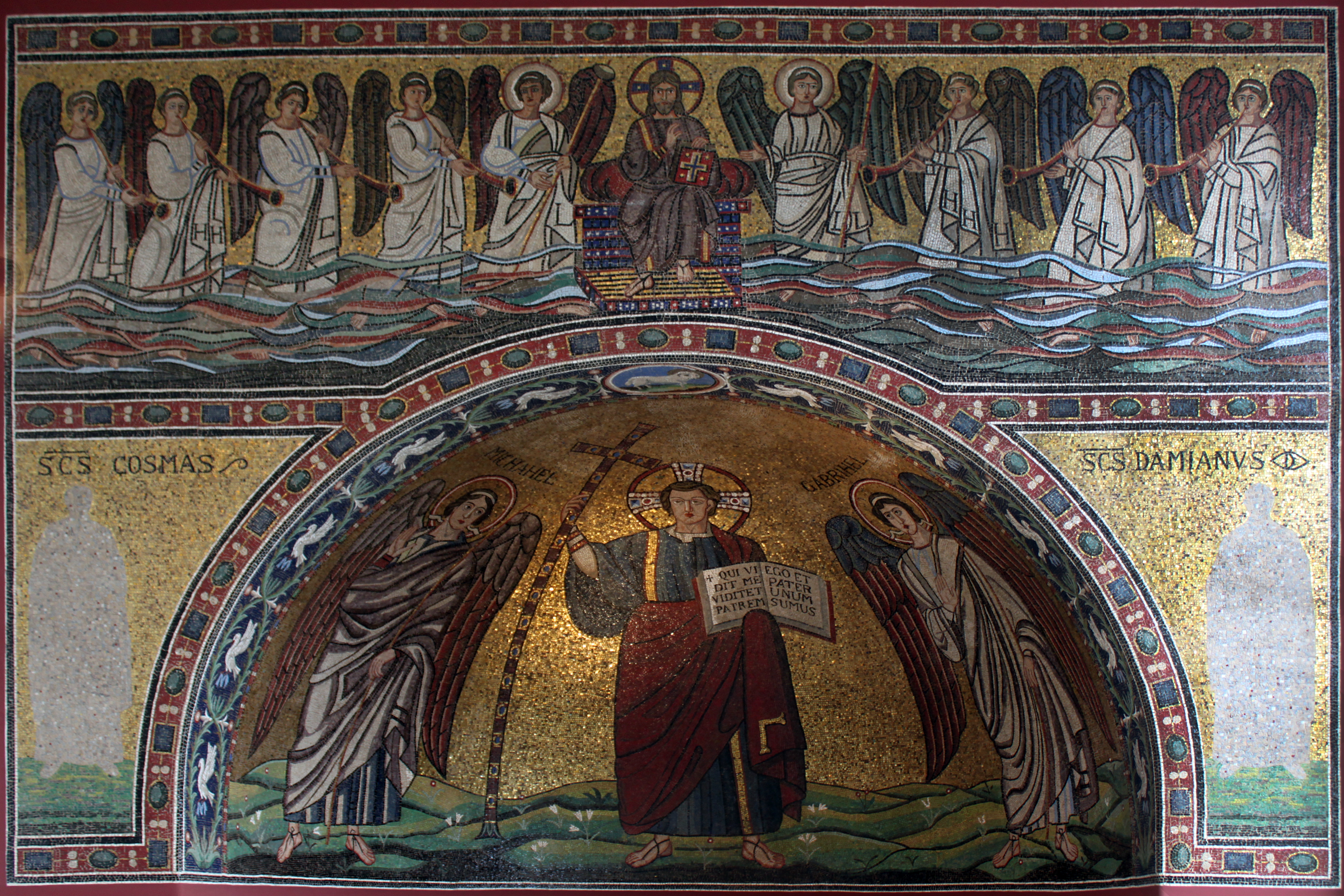
Mozaika z Ravenny (545)
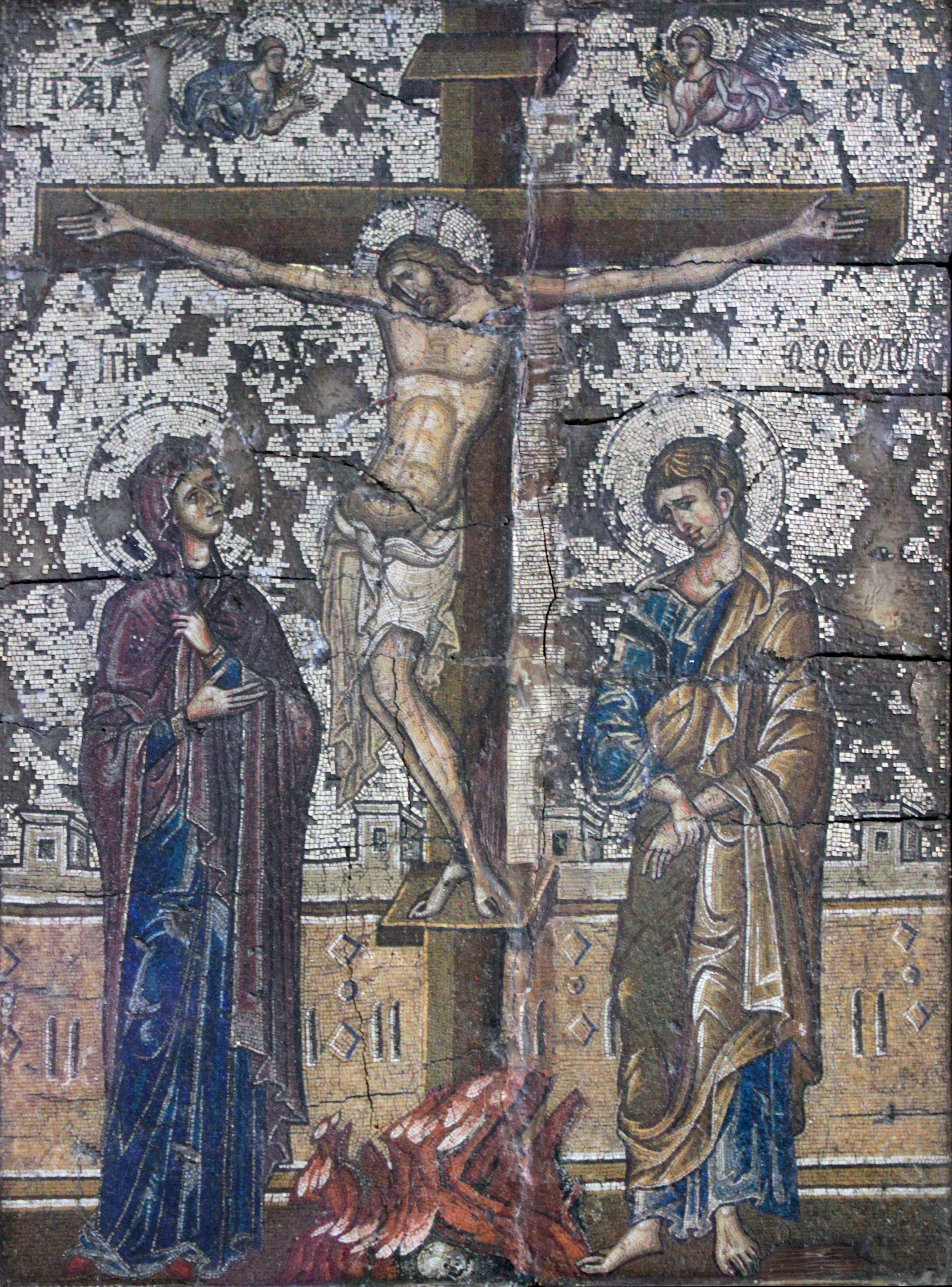
Ukřižování (byzantská mozaika, 1290)
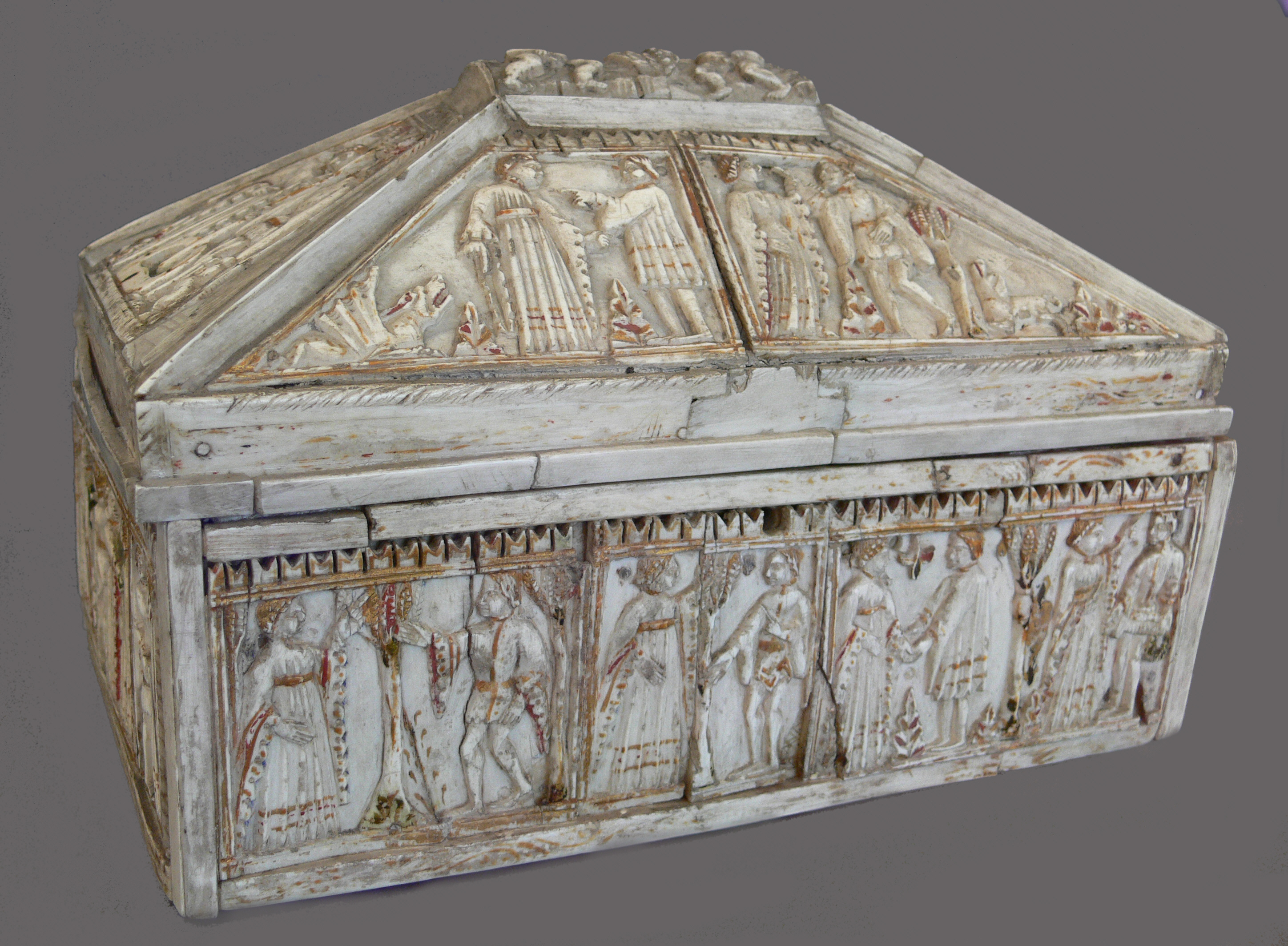
Schránka na šperky s milenci (slonovina, před 1400)
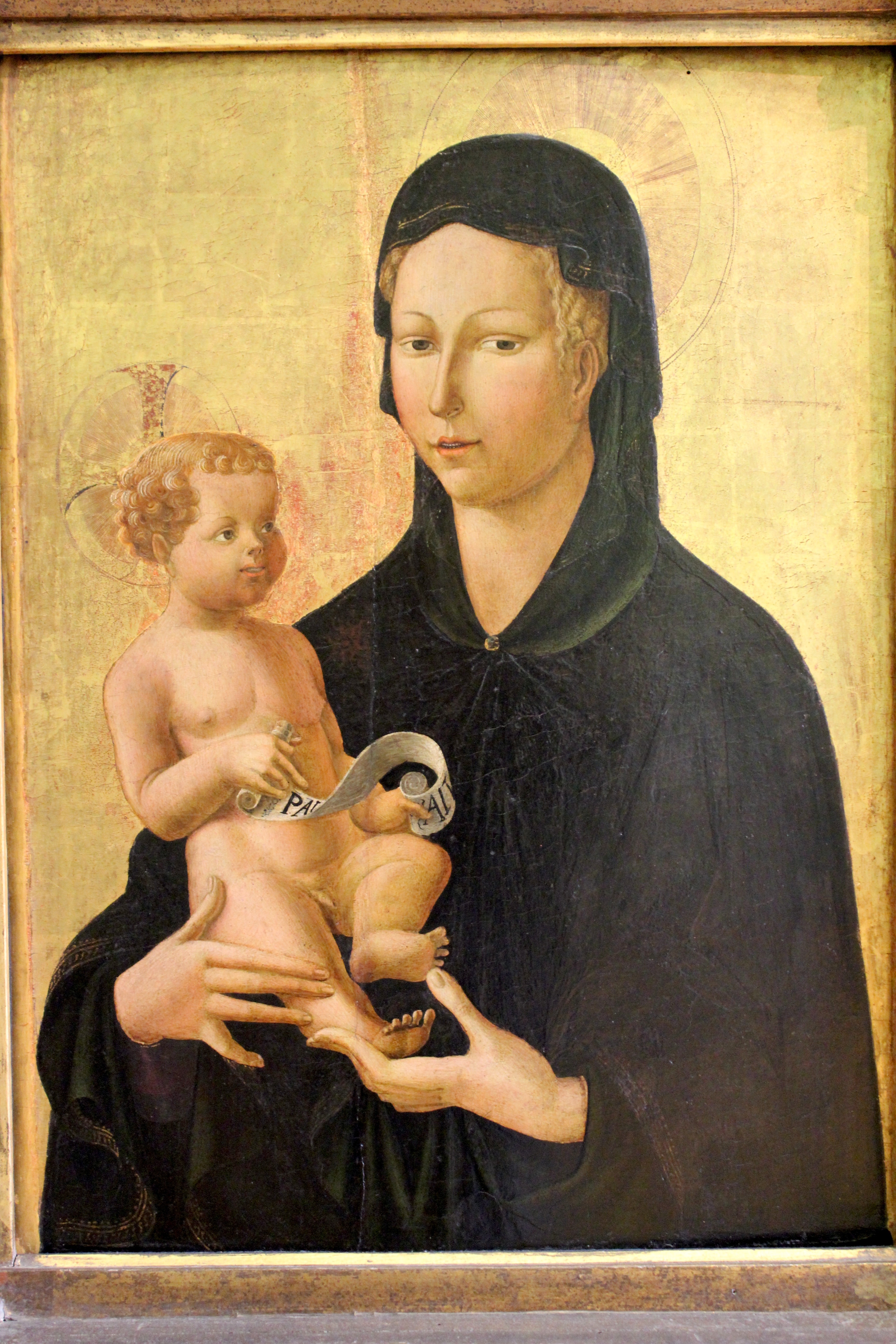
Paolo Uccello, Madona s dítětem (před 1460)
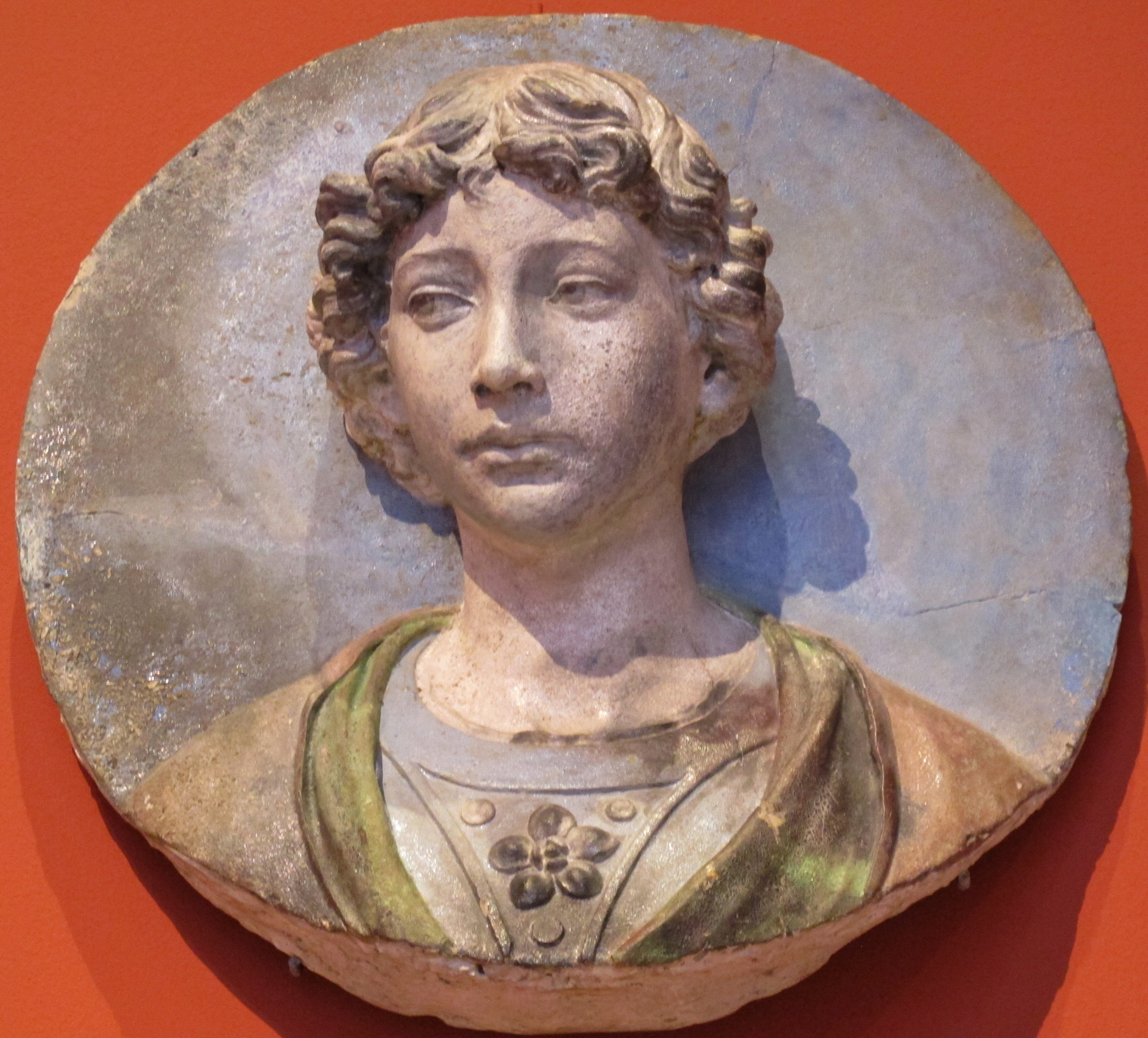
Andrea della Robbia, Portrét mladého muže (teracotta, 1465–1470)
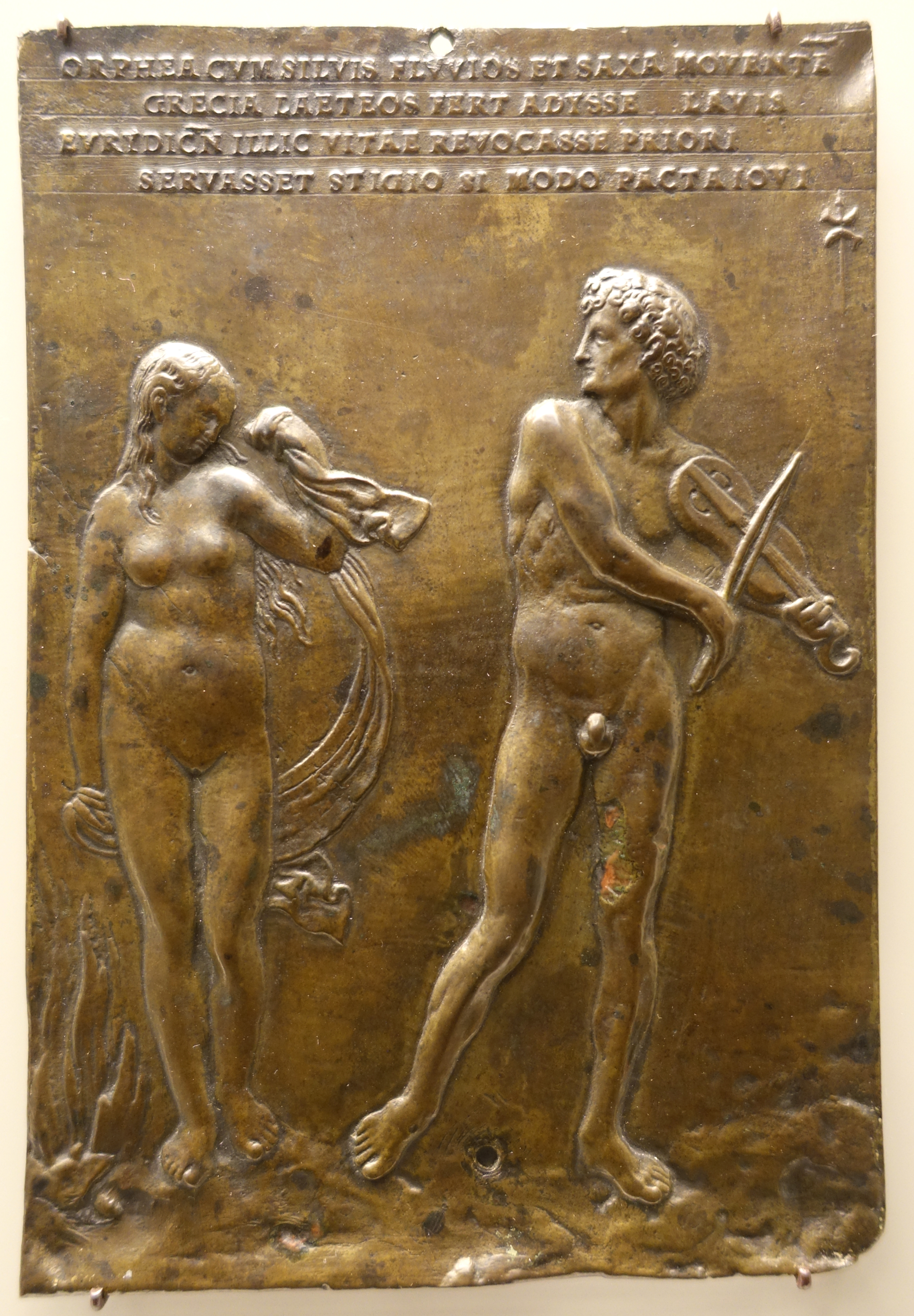
Peter Vischer mladší, Orfeus a Eurydika (1515)